# Jassina Blom
Jassina Blom, née le 3 septembre 1994 à Gand, est une footballeuse internationale belge, évoluant au poste de milieu de terrain.

## Biographie
Le 6 février 2023, la Belge est sélectionnée par Ives Serneels pour disputer la Arnold Clark Cup 2023. Cette dernière étant un tournoi de football féminin sur invitation organisé par la Fédération anglaise de football.

## Palmarès
- Championne des Pays-Bas en 2019 avec le FC Twente
- Finaliste de la Coupe de Belgique en 2015 avec le Club Bruges

 Équipe de Belgique
- Pinatar Cup (1) :
  - Vainqueur : 2022.